# 국민회의 (수단)
국민회의(아랍어: المؤتمر الوطني, 영어: National Congress Party)는 수단의 극우 정당으로, 2019년 수단 쿠데타 발생 이후 법적으로 금지되어 공식적으로 해산되었다.

## 같이 보기
- 이슬람 민주주의 정당 목록
- 수단 인민해방군